# Parade (ballet)
Pour les articles homonymes, voir Parade.
Parade est un ballet en un acte de la compagnie des Ballets russes dirigés par Serge de Diaghilev. Il s'agit d'une œuvre collective de commande, écrite par Jean Cocteau, sur une musique d'Erik Satie, chorégraphié par Léonide Massine et scénographié (décors, costumes et rideau de scène) par Pablo Picasso. L'œuvre est inspirée par le tableau Parade de cirque de Georges Seurat. Le ballet est créé le 18 mai 1917 au théâtre du Châtelet à Paris.

## Historique

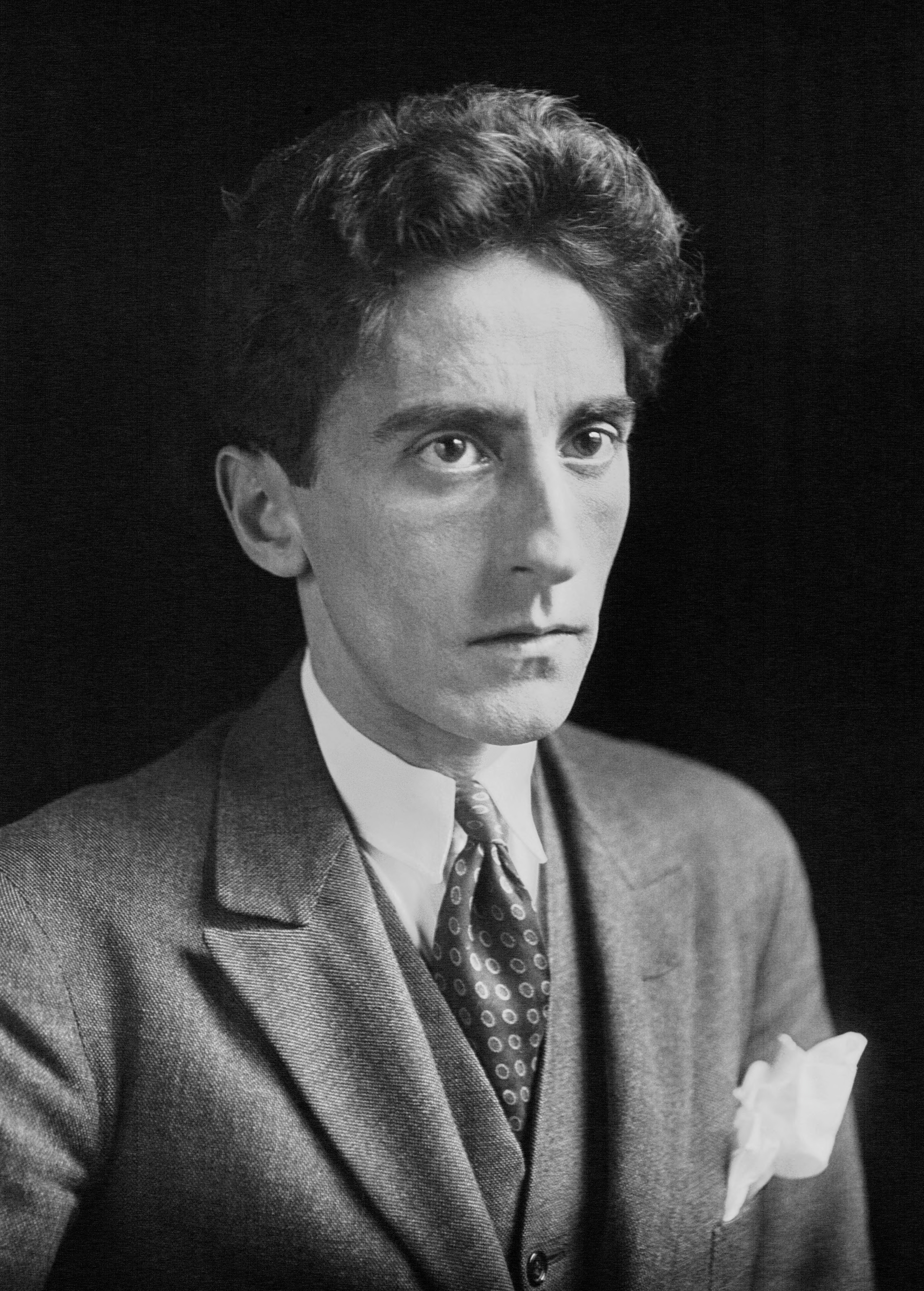
Jean Cocteau en 1923

Dans les années 1910, Jean Cocteau présente l'idée du projet d'une nouvelle œuvre à Serge de Diaghilev, avec lequel il avait déjà participé à la création de ballets. En 1915, Jean Cocteau rend visite à son ami Pablo Picasso auquel il propose de réaliser les décors du ballet. En 1916, Erik Satie compose la musique et, début 1917, Cocteau organise une réunion avec Léonide Massine, le chorégraphe, et Diaghilev.
La conception est réalisée du 19 février au 10 avril 1917 entre les représentations que les Ballets russes donnent à Rome, capitale alliée où le service de propagande du ministère des Affaires étrangères français détache Jean Cocteau. Celui-ci décide son ami Pablo Picasso de le suivre à Rome où le peintre réalise un rideau de scène inspiré du style et des thèmes d'Irène Lagut[réf. nécessaire] et fait la rencontre de la danseuse Olga Khokhlova. Cette rupture romaine, loin de la guerre, annonce les années folles et constitue un moment de libération et de réinvention tant pour Cocteau que pour Picasso.

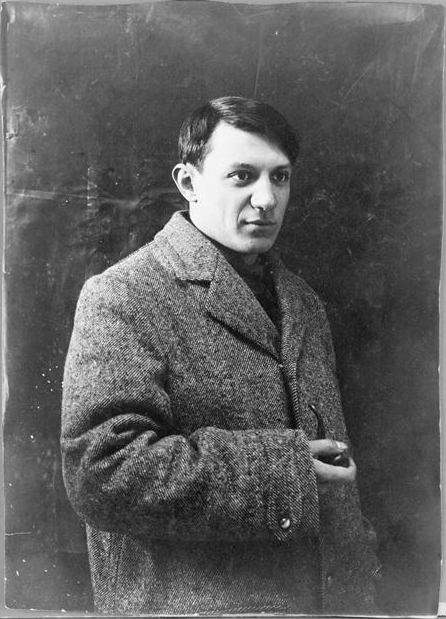
Pablo Picasso en 1908

Parade est créé par les Ballets russes de Serge de Diaghilev le 18 mai 1917 au théâtre du Châtelet à Paris sous la direction musicale d'Ernest Ansermet. Les interprètes principaux sont Léonide Massine, Maria Chabelska et Nicolas Zverev. Son argument, qui évoque une parade comme on en voyait jadis dans le théâtre de la foire, met en scène des personnages forains qui sont présentés à tour de rôle par des Managers. C'est d'abord le Prestidigitateur chinois annoncé par le Manager français qui présente son numéro, suivi par la Petite Fille américaine, annoncée par le Manager américain et finalement par le couple d'Acrobates, introduits par le Manager à cheval. L'univers poétique opposé à la brutalité du monde moderne constitue un parti pris de légèreté en pleine Première Guerre mondiale. Guillaume Apollinaire, dans la note de programme qu'il rédige pour Diaghilev, qualifie ce spectacle de « sur-réaliste ».
La première représentation a déclenché l'hostilité du public et de la critique, notamment parce que l'orchestre comprenait aussi une machine à écrire, un bouteillophone (série de bouteilles contenant des quantités différentes de liquide), un pistolet et des sirènes. C'est Cocteau qui avait imposé à Satie l'utilisation de ces effets sonores dans la partition dans but de renforcer la thématique réaliste et le style cubiste de l'oeuvre. La musique fut traitée de « bruit inadmissible » par les plus conservateurs. Les costumes furent jugés beaucoup trop grands et, selon certains critiques, cassaient la gestuelle du ballet.

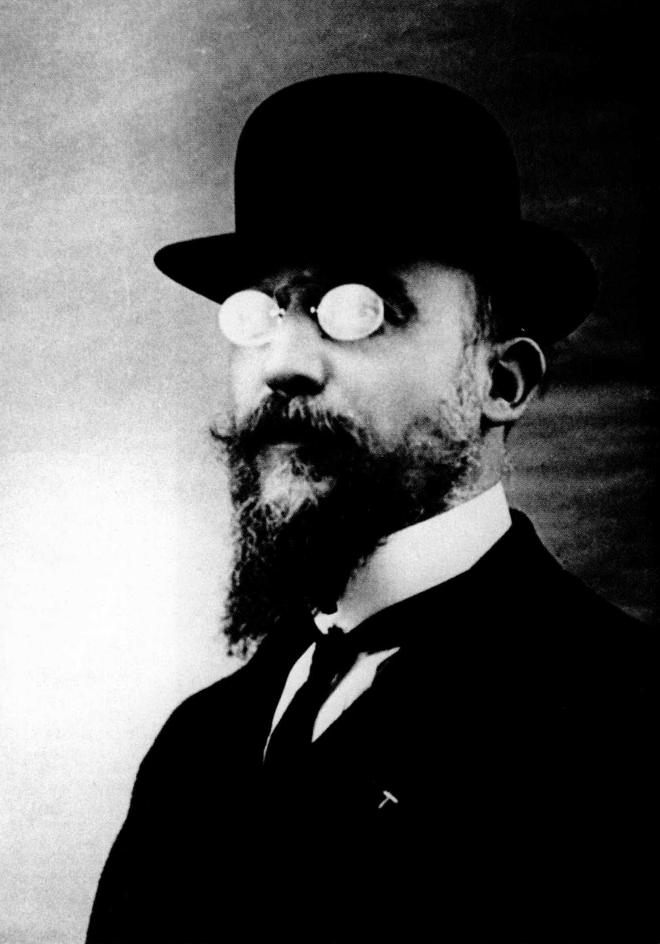
Erik Satie en 1909

Satie s’agace de la critique désobligeante de Jean Poueigh, qui parle d'« outrag[e] au goût français » et qui était pourtant venu lui présenter ses félicitations en loge ; Satie lui envoie alors sur une carte postale : « Monsieur et cher ami, vous n'êtes qu'un cul, mais un cul sans musique ». Cela vaut à Satie une forte condamnation qui est suspendue par un accord à l'amiable grâce à l'entregent de diverses personnalités, mais consolide sa réputation.

### Rideau de scène
Il s'agit d'une peinture sur un rideau de Pablo Picasso faisant 10,5 × 16,4 mètres et pesant 45 kg. Il représente un groupe de saltimbanques festoyant entouré de grands rideaux rouges avec, sur la gauche, un cheval ailé lui-même surmonté d'une jeune femme ailée. À l'arrière-plan est figurée une ruine dans un bosquet.
Le projet initial de l'artiste était de se représenter lui-même sur le cheval.

### Version de Preljocaj
En 1993, à la demande de l'opéra Garnier, le chorégraphe français Angelin Preljocaj crée sa propre version de Parade en s'inspirant au plus près du ballet historique sur des décors d'Aki Kuroda et des costumes d'Hervé Pierre (styliste de chez Balmain) et toujours dansé sur la musique de Satie. Cette version s'inscrit dans une soirée hommage aux Ballets russes où Preljocaj associe à Parade ses versions du Spectre de la rose et de Noces.

### Discographie
- Erik Satie — Parade, Relâche, En habit de cheval, La Belle Excentrique, Cinq Grimaces pour le Songe d'une nuit d'été, Le Piccadilly, Gymnopédies (orchestrées par Debussy) et 3e Gnossienne (orchestrée par Poulenc) — Orchestre national du Capitole de Toulouse sous la direction de Michel Plasson (juin 1988, EMI Classics CDC 7 49471 2).